# Rabiana delicatula
Rabiana delicatula är en insektsart som beskrevs av Mahmood 1967. Rabiana delicatula ingår i släktet Rabiana och familjen dvärgstritar.
Artens utbredningsområde är Filippinerna. Inga underarter finns listade i Catalogue of Life.